# أوقست ماير
أوقست ماير (و. 1900 – 1960 م) هو ضابط من الإمبراطورية الألمانية، وألمانيا النازية، وألمانيا الغربية، ولد في ماينتس، كان عضوًا في الحزب النازي، كان عضوًا في شوتزشتافل، توفي عن عمر يناهز 60 عاماً.